# Columbus III

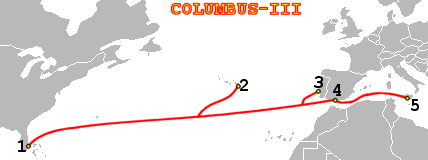
Ruta del cable de comunicaciones submarino transatlántco COLUMBUS-III

Columbus III fue un cable transatlántico de comunicaciones de 9900 km. Contenía 90 repetidores. Estuvo en servicio desde 1999 y era propiedad de más de 30 compañías.
Tras una reforma en 2009, la capacidad del sistema entre los Estados Unidos y Portugal fue incrementada a 160 Gbit/s inicialmente. El sistema mejorado fue capaz de acomodar hasta 320 Gbit/s con potencial de mejora.
El cable tuvo puntos de amarre en:
1. Miami, Florida, Estados Unidos
2. Ponta Delgada, Azores, Portugal
3. Lisboa, Portugal
4. Conil de la Frontera, España
5. Mazara del Vallo, Sicilia, Italia